# Fabian Ernst Wrede
Fabian Ernst Wrede (af Elimä), född 25 augusti 1782 i Stockholm, död 12 januari 1833 i Kristianstad, var en svensk greve och militär. Han var far till Louis och Casimir Wrede.
Fabian Ernst Wrede var son till fältmarskalk Fabian Wrede och Marie Stanislas Josefine Sparre. Han blev kornett vid Mörnerska husarregementet 1786, kadett vid Karlberg 1795 och utexaminerades därifrån 1798. Wrede blev fänrik vid livgardet 1797, löjtnant vid Änkedrottningens livregemente, stabsadjutant hos Gustav IV Adolf samma år och blev även kapten vid Änkedrottningens livregemente under året. Han deltog i Pommerska kriget 1805–1807 1805–1807, 1808 blev han kapten vid Västmanlands regemente, 1811 bataljonschef vid Norra skånska infanteriregementet och överstelöjtnant i armén 1812. Wrede deltog i fälttågen i Tyskland och Norge 1813 och 1814, 1814 blev han överste i armén, 1816 överste och chef för Norra skånska infanteriregementet. Han blev generaladjutant 1819, kungens förste adjutant och generalmajor 1828 samt hedersledamot av Krigsvetenskapsakademien samma år. Wrede blev 1810 riddare och 1824 kommendör av Svärdsorden.